# William G. Rosenberg
William G. Rosenberg (1938) es un historiador estadounidense, que ha escrito varios estudios sobre la Rusia soviética.
Es autor de obras como Liberals in the Russian Revolution: The Constitutional Democratic Party. 1917-1921 (Princeton University Press, 1974), en la que estudia el papel de los miembros del Partido Democrático Constitucional ruso; Transforming Russia and China: Revolutionary Struggle in the Twentieth Century (Oxford University Press, 1982), junto a Marilyn B. Young ; Strikes and Revolution in Russia, 1917 (Princeton University Press, 1989), junto a Diane P. Koenker; o Processing the Past: Contesting Authority in History and the Archives (Oxford University Press, 2011); entre otras.
También ha sido editor de obras como Party, State, and Society in the Russian Civil War: Explorations in Social History (Indiana University Press, 1989), junto a Diane P. Koenker y Ronald G. Suny; Social Dimensions of Soviet Industrialization (Indiana University Press, 1993), junto a Lewis H. Siegelbaum; o Critical Companion to the Russian Revolution 1914-1921 (Arnold, 1997), junto a Edward Acton y Vladimir Iu. Cherniaev; entre otras.